# Bath (Pensylwania)
Bath – miasto w Stanach Zjednoczonych, w stanie Pensylwania, w hrabstwie Northampton. W 2000 r. miasto to zamieszkiwało 2 678 osób.